# Tetyushsky (distrito)
Tetyushsky (em russo:  Тетю́шский райо́н; em tártaro:  Тәтеш районы) é um distrito do Tartaristão, uma das repúblicas da Rússia.